# کیم بو کیونگ (بازیگر)
کیم بو کیونگ (کره‌ای: 김보경؛ ۳ آوریل ۱۹۷۶ – ۲ فوریهٔ ۲۰۲۱) بازیگر اهل کره جنوبی بود. از فیلم‌ها یا برنامه‌های تلویزیونی که وی در آن نقش داشته است می‌توان به دوست، پاجو و روزی که او می‌رسد اشاره کرد. کیم در ۲ فوریه ۲۰۲۱, پس از یازده سال مبارزه با سرطان کبد درگذشت. او در ۵ فوریه در پارک یادبود بوسان به خاک سپرده شد.